# 袁韶
袁韶（1161年—1237年5月31日），字彦淳，庆元府（今宁波）人，南宋大臣。

## 简历
淳熙十四年（1187年），登进士第。
嘉泰年间，任吴江县丞。任上重新定立户籍、徭役制度，与苏师旦对立。
后迁桐廬知县，任上上书免除了桐廬不必要的石料之征，受当地百姓爱戴。
嘉定四年（1211年），召为太常寺主簿，桐廬百姓夹道欢送，直送至富阳。
曾任右司郎官，接待陪同金国来使，不失国格。
任临安府尹近十年，擅于处理复杂案件，平反很多冤假错案，百姓称他作“佛子”。
绍定元年（1228年），任同知枢密院事，参与国家机务。持胡夢昱无罪。
曾任浙西制置使，向史弥远举荐崔福。
端平元年（1234年），授宫观官。嘉熙元年（1237年）5月丙辰， 逝世时年77，赠少傅、太师，封越国公。

## 遗迹
今浙江慈溪越国公袁韶墓